# برنارد غوسلين
برنارد غوسلين هو مصور سينمائي ومخرج وممثل كندي، ولد في 5 أكتوبر 1934 في درومونفيل في كندا، وتوفي في 20 مارس 2006 في Saint-Bernard-de-Lacolle ‏ في كندا.

## وصلات خارجية
- برنارد غوسلين على موقع IMDb (الإنجليزية)
- برنارد غوسلين على موقع ألو سيني (الفرنسية)
- برنارد غوسلين على موقع أول موفي (الإنجليزية)
- برنارد غوسلين على موقع قاعدة بيانات الأفلام السويدية (السويدية)
- برنارد غوسلين على موقع قاعدة بيانات الفيلم (الإنجليزية)
- برنارد غوسلين على موقع كينوبويسك (الروسية)